# Davy Klaassen
Davy Klaassen, född 21 februari 1993 i Hilversum, är en nederländsk fotbollsspelare som spelar för det nederländska landslaget.

## Klubbkarriär
Klaassen fostrades från tio års ålder i AFC Ajax fotbollsakademi. Hans debut i a-laget kom i november 2011 då han hoppade in mot Lyon i Champions League. Några dagar senare gjorde han ligadebut mot NEC, där han också gjorde sitt första seniormål kort efter inhopp. Över fem och ett halvt år i Ajax spelade han 163 matcher och gjorde 44 mål. Han blev även lagkapten.
Klaassens sista match med moderklubben blev Europa League-finalen mot Manchester United den 24 maj 2017 på Friends Arena i Stockholm. Den 15 juni 2017 värvades han av Everton för en övergångssumma på 23,6 miljoner pund.
Den 27 juli 2018 värvades Klaassen av tyska Werder Bremen. Den 5 oktober 2020 återvände Klaassen till Ajax, där han skrev på ett kontrakt fram till juni 2024. Den 1 september 2023 värvades Klaassen av italienska Inter.

## Landslagskarriär
Efter att redan ha representerat Nederländerna på flera nivåer i ungdomslandslagen gjorde Klaassen sin debut i seniorlandslaget den 5 mars 2014, i en träningsmatch mot Frankrike på Stade de France. Han blev den hundrade spelaren att debutera för Nederländernas landslag under spel i Ajax.